# كريستيان بيتزولد
كريستيان بيتزولد (بالألمانية: Christian Petzold) (و. 1960 – م) هو مخرج سينمائي، وكاتب سيناريو من ألمانيا . ولد في هيلدن .
وهو عضو في Academy of Arts, Berlin .

## التعليم
تعلم في Deutsche Film- und Fernsehakademie Berlin

## جوائز
حصل على جوائز منها:
- رومي.

## روابط خارجية
- كريستيان بيتزولد على موقع IMDb (الإنجليزية)
- كريستيان بيتزولد على موقع مونزينجر (الألمانية)
- كريستيان بيتزولد على موقع قاعدة بيانات الأفلام العربية
- كريستيان بيتزولد على موقع ألو سيني (الفرنسية)
- كريستيان بيتزولد على موقع تيرنر كلاسيك موفيز (الإنجليزية)
- كريستيان بيتزولد على موقع أول موفي (الإنجليزية)
- كريستيان بيتزولد على موقع قاعدة بيانات الأفلام السويدية (السويدية)
- كريستيان بيتزولد على موقع قاعدة بيانات الفيلم (الإنجليزية)
- كريستيان بيتزولد على موقع كينوبويسك (الروسية)